# Права интерсекс-людей во Франции
Права интерсекс-людей во Франции нарушаются по ряду показателей. Во Франции нет законов, направленных на защиту от несогласованных косметических медицинских вмешательств в отношении интерсекс-детей и нет законодательной защиты интерсекс-людей от дискриминации. Начиная с 2005 года, 8 ноября, проходит день солидарности с интерсекс-людьми — эта дата призвана привлекать внимание к проблемам нарушения прав человека, с которыми сталкиваются интерсекс-люди по всему миру. Она отмечает в день рождения Эркюлин Барбен, французского интерсекс-человека и мемуариста, чьи воспоминания были опубликованы Мишелем Фуко.
В ответ на давление со стороны интерсекс-активистов и рекомендации ООН в феврале 2017 года Сенат опубликовал отчёт об оказании медицинских услуг интерсекс-людям. Он призывает к значительным изменениям в некоторых медицинских практиках, а также к возмещению ущерба лицам, подвергшимся принудительному лечению.
Гаэтан Шмитт (фр. Gaëtan Schmitt) подал иск для получения документов с нейтральным гендерным маркером (фр. sexe neutre), но в мае 2017 года Кассационный суд отклонил иск.

## История
В каноническом праве, известном как Декрет Грациана, говорится, что «вопрос о том, может ли гермафродит (устаревшее название интерсексов) стать свидетелем, зависит от того, какой пол преобладает».
Эркюлин Барбен родилась в начале девятнадцатого века, при рождении была определена как девочка, воспитывалась в монастыре. В период полового созревания у неё начали проявляться мужские черты. В соответствии с юридической практикой того времени, она была признана мужчиной. Впоследствии она покончила с собой. Возможно, она была самой первой интерсекс-персоной, написавшей мемуары. Её мемуары впоследствии были опубликованы Мишелем Фуко, вместе с комментариями и другими материалами. Морган Холмс утверждает, что собственные сочинения Барбен показали, что она видела себя «необычной женщиной», но, тем не менее, женщиной. День рождения Барбен теперь отмечается как День солидарности с интерсекс-людьми.
Одна из первых международных встреч интерсекс-людей состоялась в 2006 году в Париже, организаторами встречи были OII-France.

## Физическая неприкосновенность
В феврале 2016 года Комитет ООН по правам ребёнка опубликовал рекомендации, призывающие положить конец ненужным операциям или лечению детей и разработать «основанный на правах человека протокол здравоохранения для интерсекс-детей». В мае 2016 года Комитет ООН против пыток призвал правительство Франции обеспечить уважение физической неприкосновенности интерсекс-людей, потребовав:
Принять необходимые законодательные, административные и другие меры, для гарантии уважения к физической неприкосновенности интерсекс-людей, чтобы в детстве никто не подвергался не необходимым медицинским или хирургическим процедурам, направленным на установление пола.
В 2017 году Сенат Франции опубликовал второе парламентское расследование о благополучии и правах интерсекс-людей (после Австралии в 2013 году). Винсент Гильо (фр. Vincent Guillot) из OII заявляет, что документ освещает абсурдность клинической практики, но проблематичен, когда он отличает младенцев с врожденной гиперплазией надпочечников и неоднозначных гениталий от интерсекс-людей, описывая женщин с врожденной гиперплазией надпочечников как «неудавшихся женщин».
17 марта 2017 года президент Республики Франсуа Олланд описал медицинские вмешательства, направленные на то, чтобы сделать тела детей-интерсексов более типичными (либо по мужскому, либо по женскому типу) как «все чаще считающимися членовредительством».

## Возмещения ущерба
В ответ на рекомендации Комитета ООН против пыток в февральском докладе 2017 года содержался призыв к выплате компенсаций интерсекс-людям, которые страдают от последствий медицинского вмешательства.

## Защита от дискриминации

### Спорт
Французские врачи несут ответственность за реализацию политики Международной ассоциации федераций легкой атлетики в отношении проверки пола в спорте. В 2013 году Патрик Фенихель, Стефан Бермон и другие сообщили, что четыре элитные спортсменки из развивающихся стран подвергались частичной клиторидэктомии и гонадэктомии после того, как их уровень тестостерона показал, что они интерсекс-люди. Члены одной и той же клинической группы по оценке гормонов сообщают, что нет никаких доказательств того, что врожденный гиперандрогенизм у элитных спортсменок дает преимущество в спорте. Этот случай был подвергнут критике как свидетельство уязвимости женщин-спортсменок к ненужным принудительным медицинским вмешательствам.
Ассошиэйтед Пресс сообщило во время Олимпиады в Рио, что анонимная африканская спортсменка подверглась медицинским исследованиям и лечению в Ницце во Франции, для допуска в соревнованиях.
Политика проверки пола в настоящее время приостановлена после рассмотрения в июле 2015 года дела «Дьюти Чанд против Федерации легкой атлетики Индии» (AFI) и Международной ассоциации федераций легкой атлетики в Спортивном арбитражном суде.

## Документы удостоверяющие личность
Статья 57 Гражданского кодекса Франции требует, чтобы в свидетельствах о рождении указывался пол ребёнка, хотя в документе не указываются какие-либо дополнительные сведения детялях этого требования.
Гаэтан Шмитт (фр. Gaëtan Schmitt), психотерапевт, родившийся в 1951 году в Туре с гениталиями неопределенного типа (микропенис и «рудиментарное влагалище»), попытался добиться того, чтобы его гендерный маркер изменили на «нейтральный пол». В решении от 20 августа 2015 года гражданским суд первой инстанции в Туре одобрил его прошение, что стало первым таким случаев во Франции. По апелляции решение было отменено Апелляционным судом в Орлеане в марте 2016 года. Решение Кассационного суда ожидается 4 мая 2017 года. Юридическая команда Шмитта описала первоначальное назначение ему мужского пола как «надуманное» и призвала правительство признать и приспособиться к человеческому разнообразию. Команда, выступающая за правительство, утверждала, что создание новых категорий пола должно быть делом законодательства, а не судов. 4 мая 2017 года Кассационный суд отказал в признании «нейтрального пола», заявив, что существующие два пола необходимы для социальной и правовой организации, и изменение будет иметь глубокие последствия для французского законодательства.
До решения Кассационного суда Винсент Гийо, основатель организации Intersex International, описал Шмитта как друга, а рассуждения адвоката Шмитта замечательными, но также охарактеризовал третий гендерный маркер как стигматизирующий. Ссылаясь на Мальтийскую декларацию, Гильо призвал уважать основные права и отменить упоминание о поле как о правовом статусе, аналогично тому, как поступают с расой и религией.

## Известные интерсекс-люди из Франции
- Эркюлин Барбен